# La Haye (Vosgi)
La Haye è un comune francese di 142 abitanti situato nel dipartimento dei Vosgi nella regione del Grand Est.

## Società

### Evoluzione demografica
Abitanti censiti